# Pijao (ort)
Pijao är en ort i Colombia.   Den ligger i departementet Quindío, i den centrala delen av landet, 180 km väster om huvudstaden Bogotá. Pijao ligger 1 656 meter över havet och antalet invånare är 5 668.
Terrängen runt Pijao är kuperad åt nordväst, men åt sydost är den bergig. Runt Pijao är det glesbefolkat, med 16 invånare per kvadratkilometer. Närmaste större samhälle är Caicedonia, 13,6 km väster om Pijao. I omgivningarna runt Pijao växer i huvudsak städsegrön lövskog.